# Furacão Indianola de 1875
O furacão Indianola de 1875 trouxe uma tempestade devastadora e mortal para a costa do Texas. O terceiro sistema conhecido da temporada de furacões no Atlântico de 1875, a tempestade foi considerada pela primeira vez um ciclone tropical quando localizada a leste das Pequenas Antilhas em 8 de setembro. Ao passar pelas Ilhas de Barlavento. Depois de entrar no Mar do Caribe, o ciclone gradualmente começou a se mover mais para o noroeste e varreu a Península Tiburon do Haiti no final de 12 de setembro. No dia seguinte, a tempestade fez alguns landfalls na costa sul de Cuba antes de se mover para o interior sobre a província de Sancti Spíritus. O sistema emergiu no Golfo do México perto de Havana e enfraqueceu brevemente para uma tempestade tropical. Depois disso, a tempestade se intensificou lentamente e gradualmente virou para o oeste. Em 16 de setembro, o furacão atingiu o pico como furacão categoria 3 com ventos de 185 km/h (115 mph). Mais tarde naquele dia, o furacão atingiu a costa perto de Indianola, Texas. A tempestade enfraqueceu rapidamente e virou para nordeste, antes de se dissipar sobre o Mississippi em 18 de setembro.
O furacão trouxe fortes chuvas para várias ilhas das Pequenas Antilhas, especialmente em Barbados e São Vicente. Este último relatou danos significativos e perda de vidas, incluindo um navio que afundou com a perda de 20 membros do grupo. Inundações e deslizamentos de terra causaram graves danos a plantações e estradas, enquanto duas pontes e várias casas foram destruídas, incluindo mais de 30 casas no total das cidades de Hopewell e Mesopotâmia. outros 20 pessoas morreram depois que o navio Codfish afundou na costa da Martinica. A Ilha de Navassa experimentou ventos fortes, chuvas fortes e ondas muito grandes, derrubando muitas árvores e destruindo várias casas. Ventos fortes e marés acima do normal em Cuba deixaram estragos em toda a ilha, principalmente em Júcaro (perto da Venezuela, Cuba ) e Santa Cruz del Sur. No Texas, a tempestade destruiu completamente Velasco e quase destruiu a cidade de Indianola. Neste último, a tempestade arrastou três quartos dos edifícios e danificou significativamente as estruturas que permaneceram de pé. Apenas oito edifícios na cidade não foram danificados. Quatro pessoas morreram afogadas depois que os dois faróis de Pass Cavallo foram varridos. Em Galveston, várias casas e uma ponte ferroviária foram destruídas, e um navio, o Beardstown, afundou na baía de Galveston. A cidade sofreu cerca de US $ 4 milhões em danos e 30 mortes. Ao todo, o furacão causou aproximadamente 800 mortes, com pelo menos 300 sozinho em Indianola.

## História meteorológica
O furacão ou seu precursor foi observado pela primeira vez em 1 de setembro pelo navio Tautallon Castle, que se localizava a sudoeste de Cabo Verde. A tempestade moveu-se para o oeste e mais tarde foi encontrada em 5 de setembro por um navio que observou "mares fantásticos" e uma pressão barométrica de 982 mbar (29.0 inHg). No entanto, HURDAT – o banco de dados de furacões no Atlântico – não confirma a existência de um ciclone tropical até 00:00 UTC em 8 de setembro, enquanto a tempestade estava situada por volta de 285 milhas (260 km) leste-nordeste de Barbados. Inicialmente estimado para ter sido um furacão categoria 1 na escala Saffir-Simpson dos dias modernos, o sistema moveu-se de oeste para oeste-noroeste, passando pelas Ilhas de Barlavento entre Martinica e Santa Lúcia no início de 9 de setembro. Estima-se que o ciclone tenha se intensificado em uma categoria 2 furacões por volta das 00:00 UTC em 11 de setembro. A partir daí, o sistema começou a se mover na direção noroeste. No final de 12 de setembro, o furacão roçou a Península Tiburon do Haiti.
Continuando para noroeste, o ciclone atingiu a costa perto de Pilón, Cuba, com ventos de 169 km/h (105 mph), pouco antes das 06:00 UTC em 13 de setembro. A tempestade ressurgiu brevemente no Caribe e enfraqueceu para um furacão categoria 1 antes de atingir a costa sul da atual província de Sancti Spíritus por volta das 18:00 UTC com ventos de 140 km/h (90 mph). No início do dia seguinte, o sistema emergiu no Estreito da Flórida e enfraqueceu para uma tempestade tropical por volta das 06:00. UTC em 14 de setembro, antes de se tornar um furacão Categoria 1 novamente seis horas depois. No início de 15 de setembro, o ciclone fez uma curva para oeste-noroeste e voltou a se intensificar, tornando-se um furacão categoria 2 novamente às 12:00 UTC. cerca de 24 horas depois, o sistema se intensificou em um furacão categoria 3 e pico com ventos máximos sustentados de 185 km/h (115 mph). Por volta das 21:00 UTC em setembro Em 16 de dezembro, o furacão atingiu a costa perto de Indianola, Texas, com a mesma intensidade. Com base em ventos sustentados de 185 km/h (115 mph) e a relação pressão-vento desenvolvida pelo meteorologista do National Hurricane Center Dan Brown em 2006, a pressão barométrica foi estimada em 955 mbar (28.2 inHg), o mais baixo associado à tempestade. O furacão fez uma curva para o norte depois de se mover para o interior e rapidamente enfraqueceu para uma tempestade tropical por volta das 12h. UTC no dia seguinte. Virando para nordeste logo em seguida, o sistema enfraqueceu para uma depressão tropical em 18 de junho e se dissipou no sul do Mississippi por volta das 18:00 UTC no mesmo dia.

## Preparativos e impacto

### Caribe
Em São Vicente, o furacão foi "acompanhado de um dilúvio de chuva sem precedentes", com quase 300 mm (12 in) de precipitação caindo em 12 horas. Perda de vidas e graves danos a propriedades foram relatados pelo The Times. Deslizamentos de terra ocorreram em toda a ilha, causando grandes danos, especialmente na agricultura. Em apenas uma plantação, a tempestade destruiu quase 15 acres (6.1 ha) de cana-de-açúcar. Várias estradas ficaram intransitáveis. A tempestade também demoliu vários moinhos de araruta, que geralmente pertenciam a agricultores negros pobres. Na área de Kingstown, os córregos locais, alguns dos quais tipicamente se assemelhavam a arroios, subiram até 3.7 m (12 ft) em seis horas. A maioria das ruas foi inundada com mais 0.91 m (3 ft) de água, enquanto mercados e áreas baixas também foram inundados. Muitas casas e duas pontes foram varridas. No cemitério católico romano, as águas da enchente desenterraram vários corpos recentemente enterrados e os arrastaram para o oceano. Ao longo da costa, sete das dez embarcações atracadas na baía encalharam. No Vale Mariaqua de São Vicente, centenas de pessoas fugiram de suas casas nas aldeias de Hopewell e Mesopotâmia. A água levou mais de 30 casas no total de ambas as aldeias. Quatro pessoas morreram afogadas na Mesopotâmia. Além disso, cinco mortes ocorreram em Queensbury. Durante a tempestade, o vulcão La Soufrière deu sinais de ativação. Após a tempestade, a Assembleia Legislativa de São Vicente votou para alocar £ 500 (US$ 2.776) para a reparação de estradas e £ 300 (US$ 1.666) para socorro àqueles cujas casas foram destruídas. Um total de 52 pessoas receberam ajuda, muitas das quais viviam na Mesopotâmia.
Em Barbados, vários locais relataram cerca 330 mm (13 in) de precipitação, enquanto até 380 mm (15 in) de chuva foi observada. Três navios na ilha foram levados para terra. O navio Codfish afundou em um porto na Martinica, afogando todos os 20 membros do grupo. No Haiti, a escuna Agnes encalhou em Les Cayes. Além disso, várias montanhas- russas e dois navios estrangeiros foram encalhados. Chuvas fortes e ventos fortes também foram relatados na Ilha de Navassa. Muitas árvores foram derrubadas e várias casas foram destruídas. Um prédio foi levantado e destruído, e todas as estruturas de madeira foram demolidas. A ferrovia foi destruída, enquanto oito vagões carregados foram jogados para fora dos trilhos. Uma pedra chata pesando 25 toneladas desapareceram durante a tempestade. Ao longo da costa, as ondas quebravam em falésias 14 to 23 m (45 to 75 ft) de altura. Casas de barcos e cais foram demolidos, enquanto um show e oito barcos viraram. A Jamaica experimentou tempestades, chuvas fortes e ventos com força quase de furacão. Em Falmouth, uma tempestade inundou as estradas. Condições meteorológicas adversas interromperam brevemente as comunicações entre Holland Bay e Kingston, bem como entre Holland Bay e Santiago de Cuba.
O Belen College Observatory em Havana, Cuba, emitiu um alerta de tempestade em 11 de setembro, já que os meteorologistas previram que o furacão continuaria na direção oeste-noroeste e atingiria a ilha. Esta foi a primeira emissão de um alerta relacionado a um ciclone tropical no Mar do Caribe. O aviso bem divulgado foi creditado por salvar muitas vidas. Marés em Cuba chegaram a 0.91 m (3 ft) acima do normal na baía de Santiago de Cuba. Uma forte tempestade associada ao furacão matou uma menina e feriu dois homens em uma vila de pescadores. O furacão destruiu um trecho da ferrovia em Guantánamo. Ventos fortes e marés acima do normal deixaram estragos em toda a ilha, principalmente em Júcaro e Santa Cruz del Sur. Neste último, as marés inundaram muitas ruas. Ventos fortes destruíram todos os barracos e danificaram parcialmente até os edifícios mais fortes.

### Estados Unidos
Na Louisiana, o furacão afundou ou varreu vários navios ao longo da costa. Mesmo no porto protegido de Nova Orleans, os navios naufragaram. As comunicações com a escuna Mabel foram perdidas depois que ela saiu da foz do rio Mississippi. O estado experimentou impactos mais intensos depois que a tempestade se mudou para o leste do Texas. Em Shell Island, localizada perto da extremidade oeste da baía de Vermilion, as marés excederam as do furacão de 1856. Em Nova Orleans, o vapor Natchez colidiu com a balsa Lousie. Os barcos se uniram e desceram o rio Mississippi, até que o Natchez foi novamente protegido após passar por Belle Rowland e CH Dufree. Na paróquia de Santa Maria, 34 horas de fortes chuvas e tempestades geradas pela "tremenda tempestade equinocial" causaram danos consideráveis ao algodão e à cana-de-açúcar. No interior, observadores na paróquia de Calcasieu notaram que o vento mudou com "força incrível" quando a tempestade cruzou a Louisiana.

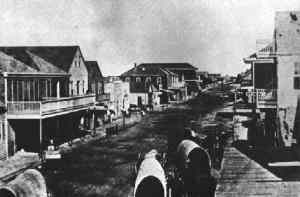
Indianola, Texas, em 1875

A tempestade trouxe uma forte onda de tempestade para a costa do Texas, causando grandes danos e um total de 800 mortes. Três quartos dos edifícios em Indianola foram arrastados e as estruturas restantes estavam em estado de ruína, com apenas oito edifícios intactos. Barcos foram levados até 14 km (9 mi) interior. A cidade pode ter experimentado rajadas de vento entre 145 and 150 mph (233 and 241 km/h), embora o anemômetro tenha explodido após registrar uma rajada de vento de 142 km/h (88 mph). Aproximadamente 300 pessoas foram mortas em Indianola. Após a tempestade em Indianola, saqueadores roubaram pertences do falecido. Quinze pessoas pegas saqueando dos mortos foram mortas. Os residentes sobreviventes de Indianola debateram a realocação da cidade. No entanto, as considerações foram abandonadas depois que as ambições políticas interferiram. A cidade seria reconstruída, apenas para ser novamente devastada pelo furacão de 1886.
No Condado de Cameron, danos a uma ferrovia resultaram na suspensão do serviço entre Brownsville e Port Isabel. As dunas de areia na Ilha Matagorda foram achatadas. O furacão matou aproximadamente 90% dos moradores de Saluria, localizada no extremo leste da ilha. Dois faróis em Pass Cavallo foram destruídos, incluindo os quatro faroleiros. Velasco foi completamente nivelado. A cidade não foi reconstruída até 1888, quando foi realocada cerca 6.4 km (4 mi) mais a montante do rio Brazos. Em Galveston, as marés chegaram a 3.0 m (10 ft) acima do normal, cortando dois canais temporários em toda a ilha. Várias casas no lado leste da ilha e uma ponte ferroviária foram destruídas. Na baía de Galveston, o navio Beardstown afundou. A tempestade caiu 16,500 mm (648 in) de chuva em 17 de setembro – um recorde para essa data. Ventos possivelmente atingiram 180 km/h (110 mph), com o vento sendo "mais alto e mais forte" do que durante o furacão de 1867.

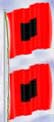
Bandeiras de alerta de furacão

Mais ao norte, Harrisburg e Houston foram afetados pelo furacão. A água da Baía de Galveston em Houston varreu mais para o interior do que já registrado na época. Árvores foram derrubadas por toda a cidade, com algumas ruas parecendo "florestas recém derrubadas", segundo o The Daily News. Árvores caídas e cercas bloquearam as calçadas na Congress Street. Várias casas foram derrubadas. Três edifícios no recinto de feiras foram destruídos. A chuva forte inundou algumas ruas. Duas pontes sobre White Oak Bayou foram destruídas, enquanto algumas casas ao longo da margem do bayou também foram varridas. Os danos em Houston chegaram a cerca de $ 50.000. Na primavera, fortes precipitações causaram transbordamento de córregos e inundações rápidas nas ruas, com o The Daily News notando que as enchentes levaram "quase tudo ao seu alcance". Uma combinação de ventos fortes e chuvas torrenciais danificou vários quilômetros de trilhos de trem e destruiu várias estradas. As plantações de algodão foram completamente dizimadas. Em Wallisville, vários prédios foram demolidos, enquanto danos moderados ocorreram em Beaumont e Liberty. Ventos fortes atingiram o condado de Austin por cerca de 48 horas, causando graves danos à vegetação e derrubando muitas árvores.
A tempestade deixou um impacto duradouro nos alertas emitidos para furacões. Nos Estados Unidos, o público ficou insatisfeito com as previsões da Signal Corp após o furacão Indianola. A resposta imediata da Signal Corp foi a criação da bandeira de alerta de furacão, um par de bandeiras vermelhas 3.0 by 2.4 m (10 by 8 ft) cada um em tamanho, inserido com retângulos pretos. a partir de outubro Em 1º de janeiro de 1875, bandeiras de alerta de furacão foram hasteadas em áreas onde os avisos de furacão estavam em vigor e iluminadas à noite.